# 巴沃朗
巴沃朗（法語：Baverans，法語發音：[bavʁɑ̃]）是法国汝拉省的一个市镇，位于该省北部，属于多勒区。

## 地理
巴沃朗（47°6'8"N, 5°32'21"E）面积3.41 平方千米，位于法国勃艮第-弗朗什-孔泰大區汝拉省，该省份为法国东部内陆省份，北起上索恩省，西北接科多尔省，西临索恩-卢瓦尔省，南至安省，东与杜省和瑞士接壤。
与巴沃朗接壤的市镇（或旧市镇、城区）包括：布勒旺、法勒唐、罗什福尔叙讷农。

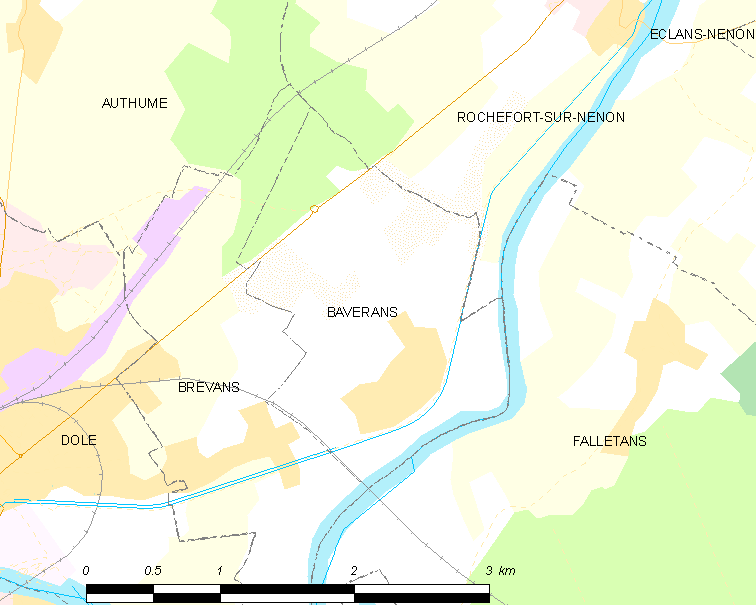
巴沃朗的OSM定位图

巴沃朗的时区为UTC+01:00、UTC+02:00（夏令时）。

## 行政
巴沃朗的邮政编码为39100，INSEE市镇编码为39042。

## 政治
巴沃朗所属的省级选区为欧蒂姆县。

## 人口

1962-2008年间巴沃朗人口变化图示

巴沃朗于2022年1月1日时的人口数量为498人。